# 渋谷で2時〜Shibuya Rainbow〜
『渋谷で2時〜Shibuya Rainbow～』（しぶやでにじ シブヤ・レインボー）は、2019年8月4日から2023年3月26日までCROSS FMで放送されていたラジオ番組。

## 概要
2019年7月にCROSS FMと同じDHCグループであるDHCテレビジョンとの共同で、東京・渋谷にオープンしたサテライトスタジオ「DHC渋谷スタジオ」のオープン第1弾としてスタートした番組。パーソナリティには小林克也を起用、小林にとっては九州地方では初のレギュラー番組となり、生放送のレギュラー番組としてはTOKYO FM制作の『SOUND IN MY LIFE』終了以来、約5年ぶりとなる。 
小林は、2020年1月時点で生放送のレギュラー番組を3つ以上担当し、それぞれの番組で違ったキャラクターで多彩なゲストとのトークを展開している。
2021年4月11日より録音放送に変更された。
2023年3月26日を以て番組終了。

## 放送時間
- 毎週日曜 14:00 - 15:56

## パーソナリティ
- 小林克也

## コーナー
渋谷ロマンティックス14時台、15時台共に前半にお送りする朗読コーナー

## ゲスト
CROSS FM ゲスト情報、渋谷で2時～Shibuya Rainbow～ 公式Twitterを元に更新。特に記載がない場合は生出演。
2019年
- 8月4日：立山律子、コウズマユウタ、小宮山雄飛（ホフディラン）、紘毅
- 8月11日：Chage、真壁刀義
- 8月18日：石川大裕（BURNOUT SYNDROMES）、名渡山遼
- 8月25日：斎藤誠
- 9月1日：OKAMOTO'S（オカモトショウ、オカモトコウキ）、モーリー・ロバートソン
- 9月8日：fox capture plan
- 9月15日：ウソツキ、GAKU-MC
- 9月22日：ワタナベイビー（ホフディラン）、鈴木慶一